# La Vedrenya
La Vedrenya es una entidad de población española del municipio de Artesa de Segre, perteneciente a la provincia de Lérida, en la comunidad autónoma de Cataluña.

## Toponimia
El lugar puede aparecer referido como «La Vedrenya», «Vedrenya», «Vedreña» y «Vidreña».

## Historia
Hacia mediados del siglo XIX, el lugar, por entonces perteneciente a Anya, tenía una única casa. Aparece descrito en el decimoquinto volumen del Diccionario geográfico-estadístico-histórico de España y sus posesiones de Ultramar de Pascual Madoz con las siguientes palabras:

VEDREÑA ó VIDREÑA: cas. en la prov. de Lérida, part. jud. de Balaguer, térm. jurid. de Aña (V.): consta de una sola casa con una capilla bajo la advocacion de la Vírgen de la Vedreña en la cual se verifica una fiesta anual el dia 8 de setiembre llamada aplech de la Vedreña, donde concurren en romeria los vec. de los cas. y pueblos inmediatos. Por tradicion se sabe que antiguamente se llamaba parr. y pertenecian á ella las casas sitas en el térm. de Aña, denominadas Malus, Llinas, Canaleta y Mas deu Escales (V. Bedreña).
(Madoz, 1849, p. 621)

En la actualidad, pertenece al municipio de Artesa de Segre. En 2022, tenía empadronados ocho habitantes.